# Virgil Ghiță
Virgil Ghiță, né le 4 juin 1998 à Pitești, en Roumanie, est un footballeur international roumain qui évolue au poste de défenseur central au Hanovre 96.

## Biographie

### Viitorul Constanța
Virgil Ghiță passe par l'équipe réserve du Viitorul Constanța, avant d'effectuer ses débuts avec l'équipe première dans le championnat roumain le 21 octobre 2017, lors d'une victoire à domicile de son équipe (1-0) face au CFR Cluj. Il inscrit son premier but le 1er avril 2018, face à l'Astra Giurgiu, contre qui son équipe s'impose (0-2).
En 2019, il participe au bon parcours de son équipe en Coupe de Roumanie, qui se hisse jusqu'en finale. La rencontre a lieu le 25 mai 2019 et Virgil Ghiță est titulaire face à l'Astra Giurgiu. Il est le premier buteur de son équipe en inscrivant le but égalisateur, et Viitrolul finit par s'imposer dans les prolongations (1-2 score final). Il s'agit du premier trophée de sa carrière professionnelle.

### KS Cracovie
En février 2022, Virgil Ghiță rejoint la Pologne afin de s'engager en faveur du KS Cracovie. Il signe un contrat valable jusqu'en juin 2026.
Ghiță marque son premier but pour le club le 31 août 2022 face au LKS Lagow, en coupe de Pologne. Titulaire, il participe à la victoire de son équipe par trois buts à un.

### Hanovre 96
Virgil Ghiță rejoint le Hanovre 96 le 28 juin 2025. Il signe un contrat de quatre ans, soit jusqu'en juin 2029 avec le club allemand.

### En sélection
Avec les moins de 17 ans, il inscrit un but contre le Danemark en septembre 2014, lors des éliminatoires du championnat d'Europe des moins de 17 ans 2015.
Virgil Ghiță reçoit sa première sélection avec l'équipe de Roumanie espoirs le 24 mars 2017, contre la Russie. Il entre en jeu à la mi-temps, et seulement quatre minutes plus tard, il inscrit son premier but sur un service de Ianis Hagi. Toutefois, il s'agit du seul but de son équipe ce jour-là, qui s'incline lourdement sur le score de 5-1.
Il participe ensuite au championnat d'Europe espoirs 2019 organisé en Italie. Lors de cette compétition, il doit se contenter du banc des remplaçants. La Roumanie s'incline en demi-finale face à l'Allemagne.

## Palmarès

### En club
Viitorul Constanța
- Vainqueur de la Coupe de Roumanie : 2018-2019
- Vainqueur de la Supercoupe de Roumanie : 2019